# Petra Adámková
Petra Adámková (* 29. prosince 1973, Praha) je česká expertka na public relations působící v oblasti zdravotnictví, zejména onkologické péče. Je ředitelkou organizace ONKO Unie, předsedkyní výboru spolku Hlas onkologických pacientů a působila ve vedení evropské sítě ENGAGe.

## Život a kariéra
Petra Adámková vystudovala Filozofickou fakultu Univerzity Karlovy v Praze, kde absolvovala magisterské studium v oboru historie – germanistika se specializací na obecné komparativní dějiny a národní hnutí 19. století. Během studií absolvovala studijní pobyt ve Vídni (1995) a politicko-ekonomický seminář v Hamburku (1993).
Další odborné vzdělání získala v oblasti zdravotnictví a pacientské advokacie, mimo jiné prostřednictvím Akademie pacientských organizací (2016–2025), díky programu EUPATI Training (2019–2021) a HTA kurzu. Pravidelně se účastní odborných konferencí zaměřených na zdravotnictví, komunikaci a veřejné zdraví.

### Public Relations a komunikace
Adámková se od roku 1998 profesionálně věnuje public relations a působila ve vedoucích pozicích v několika PR agenturách. Pracovala jako Account Executive a následně Account Manager v agenturách Eklektik Porter Novelli (1997–2000) a AMI Communications (2001–2011), kde se zaměřovala na zdravotnické a farmaceutické klienty, krizovou komunikaci a media relations. V AMI Communication se v letech 2003 až 2011 podílela na vedení jako Business Unit Director. Od roku 2011 pracuje jako nezávislá PR konzultantka v oblasti komunikace ve zdravotnictví a v neziskovém sektoru.[zdroj?]

### Pacientská advokacie a zdravotní politika
Od roku 2015 je ředitelkou organizace ONKO Unie, která podporuje pacientky s gynekologickými nádory a rakovinou prsu. V rámci organizace se věnuje strategickému vedení, fundraisingu a správě projektů. V roce 2021 se stala předsedkyní výboru Hlasu onkologických pacientů (HOP) –  zastřešujícího spolku, který sdružuje více než 10 pacientských organizací (pro onkologické pacienty) v České republice. Je také PR manažerkou organizace Alfa Human Service, která podporuje neformální pečující (osoby dlouhodobě pečující o své blízké v domácím prostředí).
Na evropské úrovni působila v ENGAGe (European Network of Gynaecological Cancer Advocacy Groups), kde byla v letech 2019–2025 členkou výkonného výboru a v období 2021–2024 spolupředsedkyní sítě. Od prosince 2023 je členkou správní rady programu From Testing to Targeted Treatment (FT3), zaměřeného na precizní medicínu.
Je první českou účastnicí prestižního evropského programu EUPATI, který poskytuje vzdělávání a školení s cílem zvýšit kapacitu a schopnost pacientů a jejich zástupců porozumět výzkumu a vývoji léčiv. Stala se také iniciátorkou a zástupkyní české platformy EUPATI, tedy Czech EUPATI National platform.